# Ley francesa sobre la laicidad

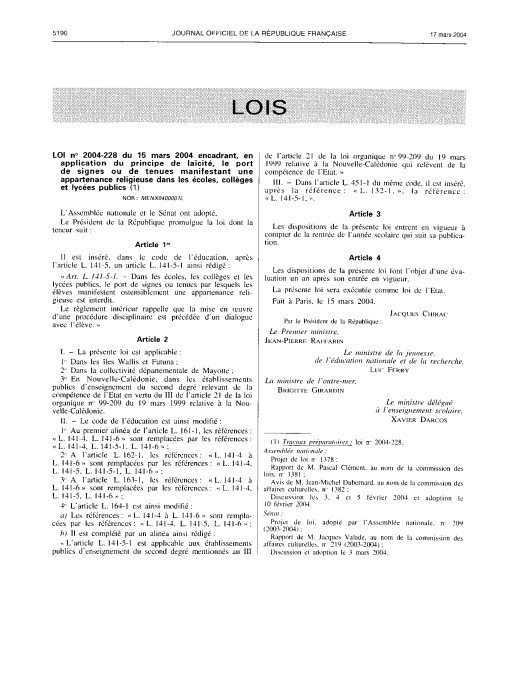
Copia de la Ley publicada en el Boletín Oficial de la República de Francia.

La ley francesa sobre la laicidad (Ley n° 2004-228 del 15 de marzo de 2004 que enmarca, en aplicación del principio de laicidad, la tenencia de símbolos o ropa que manifiesten una pertenencia religiosa en los colegios, escuelas y liceos públicos, conocida también como ley del velo) es una ley francesa que prevé la prohibición de llevar símbolos religiosos en las escuelas públicas francesas. Entró en vigor el 2 de septiembre de 2004.
Esta ley prohíbe llevar símbolos "ostensibles" (es decir, visibles y llevados con la intención de que sean vistos) de pertenencia a una religión. Entre los artículos prohibidos por esta ley se encontrarían el hijab musulmán, la kipá judía, el turbante sij y grandes cruces cristianas. Siempre se permite, por otra parte, llevar símbolos discretos como pequeñas cruces, estrellas de David y manos de Fátima. La ley anterior dejaba la decisión en manos del director de cada colegio público.

## Antecedentes
La aprobación de esta ley es consecuencia de diversas exclusiones de alumnas musulmanas que rehusaban quitarse su velo islámico en clase durante el año 2003.
En Francia, la enseñanza pública es laica y republicana desde la aprobación en 1905 de la Ley de Separación de la Iglesia y del Estado . Esto significa que no se autorizaba a expresar opiniones políticas o religiosas en los colegios y liceos (institutos) de todo el país. Las universidades siempre han tenido sus propias leyes, y la laicidad no se aplica a ellas.
Sin embargo, desde los protestas estudiantiles de 1968, ha habido una mayor flexibilidad al respecto, y es común que los profesores de Historia y de Filosofía traten de temas políticos o religiosos, de forma objetiva y neutra.
En 2003, una comisión de reflexión (la comisión Stasi) estimó que los símbolos religiosos ostensibles estaban en contradicción con las reglas laicas del sistema escolar francés.
En diciembre de 2003, el presidente francés Jacques Chirac decidió reaccionar según las recomendaciones de la comisión Stasi, haciendo preparar una ley que pudiera ser aplicada en septiembre, coincidiendo con el nuevo curso escolar. El 10 de febrero de 2004, la Asamblea Nacional francesa votó a favor de la ley por amplia mayoría (494 contra 36).
El Senado la aprobó definitivamente el 4 de marzo con 276 votos a favor y 20 en contra.

## Controversia
Una gran mayoría de franceses, y en particular de profesores, apoyan la prohibición, mientras que varias organizaciones musulmanas, junto con algunas organizaciones judías, cristianas y civiles, han expresado su oposición a esta ley.
La organización Amnistía Internacional se ha opuesto a dicha ley.
Muchos musulmanes argumentan que, de hecho, el hijab es una vestimenta más cultural que religiosa. Los redactores de la ley han admitido, por otra parte, que no tomaron en consideración a la pequeña población sij de Francia. Los hombres que siguen la religión sij se cubren la cabeza con un turbante, que podría estar prohibido como consecuencia de la aplicación de la ley.
Otra parte del informe de la comisión Stasi, descartada por Jacques Chirac y no retomada en la ley, había recomendado igualmente que las fiestas no cristianas, como el Yom Kippur y el Eid al-Adha fueran días de fiesta en todas las escuelas.
Algunos críticos han argumentado que la ley es incompatible con la Convención Europea sobre los Derechos Humanos Fundamentales. La Comisión rechazó ese argumento: La Comisión Europea en Estrasburgo protege la laicidad cuando es un valor fundamental del Estado. Permite limitar la libertad de expresión en servicios públicos, especialmente cuando es una forma de proteger a los menores de presiones externas. La Comisión considera que la expresión de la religión de cada uno en el estado francés tiene que ser compatible con las reglas básicas que conciernen la naturaleza secular del estado así como con los requerimientos de igualdad entre los sexos y la salvaguarda de los derechos de los menores.
Sin embargo, la opinión pública se mostró a favor de la ley. Una encuesta de enero de 2004 para Agence France-Presse reveló que el 78% de los profesores estaban a favor. Una encuesta de febrero de 2004 por CSA para Le Parisien mostró que el 69% de la población apoyaba la prohibición, mientras que el 29% estaba en contra. Entre las mujeres musulmanas encuestadas, el 49% apoyaba la ley y el 43% se oponía.

## Resultados
El año escolar que empezó en septiembre de 2004 era temido tanto por el ministro de educación como por los rectores académicos y los directores de colegios e institutos. El primer día de clase se presentaron a clase 639 alumnas musulmanas con velos. Al cabo de tres semanas, y como consecuencia del apoyo de la comunidad musulmana a la política francesa hacia Irak (dos periodistas franceses eran entonces rehenes de un grupo terrorista iraquí que justamente exigía la abrogación de la ley del velo), más de 550 casos se habían resuelto mediante el diálogo.
Del resto, unas 60 alumnas decidieron inscribirse en la enseñanza privada (esencialmente católica, que no tiene que aplicar la ley, y que admite a alumnos de otras confesiones) o la enseñanza a distancia.
Finalmente quedaron 48 alumnas que rehusaron cumplir la ley y que fueron expulsadas de sus institutos o colegios. Fue también el caso de tres alumnos sijs.